# Ypykkäjärvi
Ypykkäjärvi är en sjö i kommunen Pudasjärvi i landskapet Norra Österbotten i Finland. Sjön ligger 106,9 meter över havet. Arean är 65 hektar och strandlinjen är 3,93 kilometer lång. Sjön  ingår i Ijo älvs huvudavrinningsområde.   Den ligger omkring 72 kilometer nordöst om Uleåborg och omkring 590 kilometer norr om Helsingfors. 